# Гладківська вулиця
Гла́дківська ву́лиця — вулиця в Солом'янському районі міста Києва, місцевість Солом'янка. Пролягає від Стадіонної вулиці до вулиці Шовкуненка.
Прилучається Богданівський провулок.

## Історія
Вулиця виникла в 1920-ті роки під назвою Гладківська, з 1955 року — Калінінградська.
До початку 1980-х років простягалася до Повітрофлотського проспекту, згодом була дещо скорочена і тоді ж ліквідована. Довгий час вважалася зниклою, є в переліку зниклих вулиць, вміщеному в довіднику «Вулиці Києва» 1995 року видання.
Однак вулиця продовжує існувати і дотепер. Має вигляд дворового проїзду з декількома будинками (до вулиці приписані 2 житлові будівлі та 1 дитячий садок).
Сучасну історичну назву вулиці відновлено 2015 року.